# エディ・エドワーズ (アメリカンフットボール)
エディ・エドワーズ（Eddie Edwards、1954年4月25日- ）は、アメリカ合衆国サウスカロライナ州サムター出身の元アメリカンフットボール選手。ポジションはディフェンシブエンド。
マイアミ大学在籍中、オールアメリカンに選ばれ1977年のNFLドラフトで1巡目全体3番目にシンシナティ・ベンガルズに指名されて入団した。その後引退する1988年までの12シーズン、ベンガルズでプレイした。1980年12月21日のクリーブランド・ブラウンズ戦では相手QBのブライアン・サイプを5サックするチーム記録を作った。1981年にオールプロに選出される活躍を見せてチームの第16回スーパーボウル出場に貢献した。プレーオフのサンディエゴ・チャージャーズ戦（史上最も体感温度が低くフリーザーボウルと呼ばれるようになった試合）では右耳に凍傷を負っている。
ファンブルリカバー17回、チーム記録である83.5サックの数字を残したがサックが公式記録となったのは1982年からであるため公式記録としては47.5サックである。
2007年にチーム創設40周年を記念してベンガルズがオールタイムチームの選出を公式HPで呼びかけた際、DEとしてジャスティン・スミス、ロス・ブラウナーに続く3番目の票を得て次点となっている。
ベンガルズでの出場試合数は、ディフェンシブラインマンとしては、ティム・クラムライに次いで歴代2位である。